# おとうと (小説)
『おとうと』は、『婦人公論』昭和31年1月号から昭和32年9月号にかけて連載された幸田文の小説。同著者の『流れる』についで2番目に書かれた長編小説である。のちにドラマ化、映画化された。
仕事一筋の父と冷たい継母の不仲、きかん気で病弱な弟を母親がわりに面倒みる姉。繊細な感情で捉えた自伝的長編小説。

## あらすじ
げんは17歳の女学生で、作家の父、継母、3歳違いの弟の碧郎（へきろう）の四人家族である。父と継母は仲がうまくゆかず、さらに継母は病のため、家事の一切は学校に通っているげんに頼っている。
ある日、碧郎は学校で同級生に怪我をさせたとして継母は学校に呼び出されてしまう。その事件を境に碧郎は不良の仲間に引き込まれ、生活が乱れ、不良仲間と悪事をはたらくようになっていく。げんはそんな弟を気にかける。
やがて関東大震災があり、居を向島から小石川に移したあと、碧郎は結核にかかっていることが分かり入院することになる。げんは感染をも恐れず看病と家事に費やす。強気に振る舞っていた碧郎もやがて病が重くなり、一瞬の家族の和解も空しく臨終を迎える。げんは止められてもなお弟の最期のお浄めをするのだった。

## 背景
本作は、幸田文の弟である成豊（しげとよ）がモデルとなっている。実生活において、父幸田露伴、継母八代（やよ）の不仲はもとより、継母と文、成豊との希薄な関係や継母の病（リウマチ）により家事全般を文に頼る、ということも小説中に反映されている。

## 書籍
- 『おとうと』 中央公論社、1957年
- 『幸田文全集 3 おとうと 随筆I』 中央公論社、1958年
- 『おとうと』 新潮文庫、1968年
- 『幸田文全集 7 おとうと 笛』 岩波書店、2002年